# Petra Priemer
Petra Priemer, född 6 februari 1961 i Leipzig, är en före detta östtysk simmare.
Priemer blev olympisk silvermedaljör på 100 meter frisim vid sommarspelen 1976 i Montréal.